# Ágios Ioánnis (Amári, Réthymnon)
Pour les articles homonymes, voir Ágios Ioánnis.
Ágios Ioánnis, en grec moderne : Άγιος Ιωάννης, est un village du dème d'Amári, au sud-est du district régional de Réthymnon de la Crète, en Grèce. Selon le recensement de 2011, la population d'Ágios Ioánnis compte 117 habitants.
Le village est situé à une distance de 56 km de Réthymnon et à une altitude de 370 mètres.

## Source de la traduction
- (el) Cet article est partiellement ou en totalité issu de l’article de Wikipédia en grec moderne intitulé « Άγιος Ιωάννης Αμαρίου Ρεθύμνου » (voir la liste des auteurs).